# André Adolphe Eugène Disdéri
André Adolphe Eugène Disdéri (ur. 28 marca 1819 w Paryżu, zm. 14 października 1889 tamże) – francuski fotograf. W 1854 roku opatentował carte de visite – zdjęcie niewielkich rozmiarów (ok. 6 × 9 cm), głównie o charakterze portretowym, które stało się jednym z najpopularniejszych w XIX wieku formatów fotograficznych. Powstanie i upowszechnienie się cartes de visite było jednym z czynników, dzięki którym fotografia stała się medium o charakterze masowym. 

## Początek działalności
Urodził się jako syn Jeana André Disdériego i Louise Eugénie. Jako najstarszy z rodzeństwa, po śmierci ojca w 1840 roku musiał przejąć odpowiedzialność za rodzinę. W 1843 roku ożenił się z Geneviève Elisabeth Francart; z ich kilkorga dzieci dzieciństwo przeżył jedynie syn Jules (ur. ok. 1851, zm. 1880).
Jak wielu fotografów swoich czasów, Disdéri otrzymał wykształcenie artystyczne, jednak okoliczności zmusiły go do szukania innego zatrudnienia. Swoje pierwsze studio fotograficzne otworzył w 1848 lub 1849 roku w Breście, dokąd przeniósł się z Paryża wraz z żoną i córką. W Breście mieszkał jego szwagier, który pomógł mu finansowo w nowym przedsięwzięciu. Disdériemu, który był dagerotypistą samoukiem, w pracy w atelier asystowała żona. W 1852 roku wraz z Josephem Diosse'em w Breście otworzył dioramę, która jednak nie przyniosła spodziewanych zysków i została zamknięta pół roku później. 
Disdéri wyjechał do Nîmes, zostawiając studio w Breście pod opieką żony. Eksperymentował z nową techniką fotograficzną – kolodionem na szkle oraz woskowanym papierem, opracowanym przez Gustave'a Le Graya, przedstawiając wyniki swoich badań w publikacji Manuel opératoire de photographie sur collodion instantané (1853). W tym samym roku przeniósł się do Paryża, gdzie przy Boulevard des Italiens 8 otworzył studio fotograficzne. 

## Studio w Paryżu

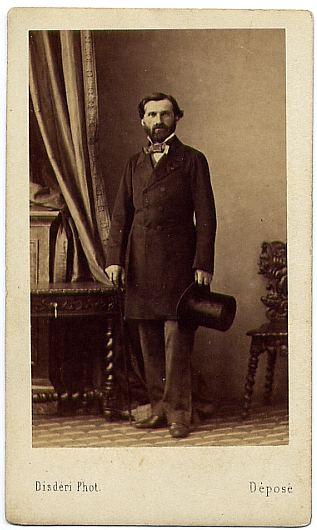
A. A. E. Disdéri, Giuseppe Verdi, portret typu carte de visite

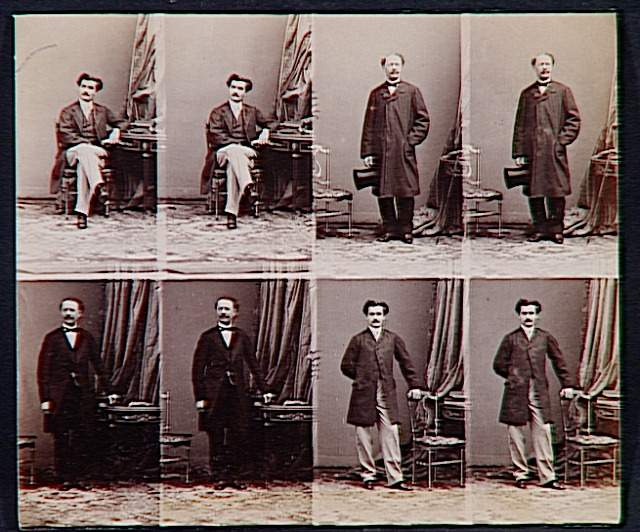
A. A. E. Disdéri, nierozcięty arkusz z ośmioma cartes de visite, 1862

W 1854 roku opatentował carte de visite – fotograficzny portret niewielkich rozmiarów, wykonywany po kilka (zazwyczaj sześć lub osiem) na jednej kliszy. Zdjęcie tego typu miało ok. 6 × 9 cm i było przyklejone na nieco większym kartoniku. Model ukazywany był często w pozycji stojącej, en pied, na tle zasłony albo specjalnego tła, często w otoczeniu rekwizytów (krzeseł, kolumny, stołu itp.). Fotograficzna carte de visite Disdériego była niczym innym, jak przekształceniem znanej już wówczas papierowej wizytówki (carte de visite to zresztą w języku francuskim właśnie „wizytówka”), w której nazwisko właściciela zostało zastąpione przez jego podobiznę. 
Początkowo nowy rodzaj portretu nie wzbudzał zainteresowania klientów (jakkolwiek samo studio było miejscem chętnie odwiedzanym, a Disdéri cieszył się reputacją utalentowanego fotografa). Przełom nastąpił w 1859 roku, gdy atelier odwiedził Napoleon III Bonaparte. Paryżanie zaczęli masowo odwiedzać studio przy Boulevard des Italiens, by tak jak cesarz, wykonać portrety w formacie carte de visite. Moda na cartes zapanowała w całej Francji, rozprzestrzeniając się w Europie i docierając do USA. Do tego sukcesu przyczyniła się bez wątpienia niska cena portretu w formacie carte de visite. Stosowana do ok. połowy lat 50. technika dagerotypii była kosztowna i pozwalała na uzyskanie pojedynczego zdjęcia na metalowej płytce, wrażliwego na dotyk. Nowa technika mokrego kolodionu pozwoliła na obniżenie ceny portretu fotograficznego, co przy równoczesnym zmniejszeniu formatu odbitki carte de visite zamieniło do tej pory luksusowy i niedostępny portret dagerotypowy w zwykły produkt, dostępny dla szerokich grup odbiorców. O ile zatem w drugiej połowie lat 50. portret wykonany w technice dagerotypii kosztował 50-100 franków, o tyle cena tuzina portretów typu carte de visite wynosiła 20 franków.
Disdéri nie tylko wykonywał w swoim studiu portrety, ale również sprzedawał podobizny znanych osobistości (polityków, aktorów, pisarzy itp.). Chętnie korzystał z rosnącego zapotrzebowania na tego typu wizerunki, publikując w latach 1860-62 serię fotografii zatytułowaną Galerie des contemporains, na którą składały się portrety typu carte de visite opatrzone biografią przedstawionych na nim postaci. 
W latach 50. i 60. atelier Disdériego cieszyło się ogromną popularnością. Dobra lokalizacja, liczni pomocnicy i dbałość o reputację pomagały mu w utrzymaniu pozycji. Mimo to starał się poszerzać zakres swojej działalności: w 1855 otrzymał prawo do fotografowania obiektów prezentowanych na wystawie światowej w Paryżu, a w 1861 w Saint-Cloud otworzył studio specjalizujące się w wykonywaniu portretów konnych. W 1865 roku rozpoczęło działalność atelier Disdériego w Londynie przy Brooke Street. Równolegle Disdéri prowadził prace nad udoskonaleniem technik fotograficznych, patentując szereg ze swoich osiągnięć i opisując je w kilku publikacjach, takich jak Renseignements photographiques (1855), Application de la photographie à la reproduction des œuvres d'art (1861) i L'Art de la photographie (1862). 

## Schyłek
Chociaż studio Disdériego dobrze prosperowało, był on kilkukrotnie zmuszony ogłaszać bankructwo. Za każdym jednak razem udawało mu się ponownie powrócić do swojej działalności. Jednak pod koniec lat 60. moda na cartes de visite zaczęła słabnąć, a jego próba podążenia za nowym trendem, którym były tzw. cartes de cabinets, nie zakończyła się sukcesem. Podobnie jak wielu innych paryskich fotografów, Disdéri wykonywał zdjęcia podczas Komuny Paryskiej i wojny francusko-pruskiej (1871), ograniczając się jednak – ze względu na ówczesne możliwości fotograficzne – do dokumentowania zniszczeń, fotografowania pozujących żołnierzy i tworzenia fotomontaży. 
Disdéri przeniósł się do Nicei, gdzie ok. 1879 roku otworzył nowe atelier. Zmarł wkrótce po powrocie do Paryża, w 1889 roku w Hôpital Sainte-Anne – instytucji opiekującej się chorymi psychicznymi, alkoholikami i biedakami.